# HD 36646
HD 36646，又名BD-01 939，SAO 132247、HR 1863，是一颗恒星，视星等为6.46，位于銀經205.31，銀緯-18.17，其B1900.0坐标为赤經5h 28m 4s，赤緯-1° -18.17′ 19″。